# ابنة الظلام (فلم 1990)
ابنة الضللام (بالإنجليزية: Daughter Of Darkness) هو فيلم رعب خارق صنع في أمريكا عام 1990 من إخراج ستيوارت جوردون وبطولة أنتوني بيركنز ، وميا سارا ، و وجاك كولمان. تم عرضه لأول مرة على سي بي إس في 26 يناير 1990.

## القصة
كاثرين تاتشر (ميا سارة) ، امرأة شابة تحاول معرفة هوية والدها ، تنجذب إلى عالم مصاص دماء روماني وهي لا تعلم أن والدها (بيركنز) مصاص دماء يتفاجأ مجتمع مصاصي الدماء عندما يجد أن شخصًا ما قد ولد من اتحاد بين مصاص دماء وامرأة ويسعون إلى جذبها إلى خططهم.

## روابط خارجية
- مقالات تستعمل روابط فنية بلا صلة مع ويكي بيانات